# Цыганка Аза (фильм, 1926)
«Цыганка Аза» (пол. Cyganka Aza) — польский немой чёрно-белый художественный фильм 1926 года, снятый режиссёром Артуром Твардыевичем на студии Diana-Film Poznań.
Экранизация романа Ю. И. Крашевского «Хата за деревней».
Премьера фильма состоялась 6 марта 1926 года.

## Сюжет
В поместье молодого, но уже уставшего от жизни, помещика Адама, живущего вместе с сестрой Вандой и её гувернанткой Фанни, появляется цыганский табор. Среди них юный Тумры, который полюбил Мотруну, дочь цыганки, поселившейся в деревне. За любовью Тумри и Мотруны наблюдает красавица цыганка Аза. Цыгане уезжают, а Тумры решает остаться в деревне и жениться на Мотруне. Однако их ждет тяжёлая участь. Крестьяне ополчились против них, а отец Мотруны проклинает свою дочь и поджигает их хату, построенную за деревней, где молодые живут в нищете. Тумры и Мотруна оказываются в очень тяжелом положении, к тому же Мотруна ждёт ребенка.
Цыганка Аза сумела очаровать помещика и он поселил её в поместье, одарил красивыми нарядами и украшениями. Но Аза не сумела забыть Тумры. В Тумры кипит цыганская кровь и вскоре он оставляет Мотруну и возвращается в табор, где оживает его любовь к Азе. От горячих ласк цыганки он забывает о своих невзгодах, о жене, обо всём на свете.

## В ролях
- Ирена Едыньская — Цыганка Аза
- Казимера Скальская — Мотруна
- Владислав Брацкий — Тумры
- Земовит Старский — Адам, помещик
- Зыгмунт Хмелевский — Апраш
- Антони Пекарский — Янек
- А. Арсеньев — Лепюк
- Тина Вален — Марына
- Ванда Юркевичова — Фанни, гувернантка
- Лилия де Рогосса — Яга
- Михал Мелина — лакей
- Мариуш Сас — Харасымович
- Иза Висьневская — Ванда